# Vignate
Vignate – miejscowość i gmina we Włoszech, w regionie Lombardia, w prowincji Mediolan.
Według danych na rok 2004 gminę zamieszkiwało 7851 osób, 981,4 os./km².
W Vignate urodził się bł. Alojzy Biraghi (1801-1879) prezbiter i założyciel Instytutu Sióstr św. Marceliny.